# Haamene
Haamene es una comuna asociada de la comuna francesa de Tahaa que está situada en la subdivisión de Islas de Sotavento, de la colectividad de ultramar de Polinesia Francesa.

## Composición
La comuna asociada de Haamene comprende una fracción de la isla de Tahaa y los dos motus más próximos a dicha fracción:
| Comuna asociada de Haamene   |                  |                  |                    |
| Fracción de la isla de Tahaa | Población (2012) | Superficie (km²) | Densidad (hab/km²) |
| Haamene                      | 910              | -                | -                  |
| Islotes                      | Población (2012) | Superficie (km²) | Densidad (hab/km²) |
| Nainai                       | -                | -                | -                  |
| Rahi                         | -                | -                | -                  |

## Demografía
| Gráfica de evolución demográfica de Haamene entre 1977 y 2012 |
|                                                               |

Fuente: Insee